# Aleuritopteris grevilleoides
Aleuritopteris grevilleoides är en kantbräkenväxtart som först beskrevs av Christ, och fick sitt nu gällande namn av G.M. Zhang och X.C.Zhang. Aleuritopteris grevilleoides ingår i släktet Aleuritopteris och familjen Pteridaceae. Inga underarter finns listade.